# Otto Haug (Leichtathlet)
Otto Haug (* 24. Juli 1876 in Oslo; † 3. März 1948 ebenda) war ein norwegischer Leichtathlet.
Bei den nationalen Meisterschaften wurde er 1897 über 500 Meter Dritter und 1898 sowie 1899 Erster. Im 1500-Meter-Lauf wurde er 1897 und 1898 Meister und im 110-Meter-Hürdenlauf 1898 Vizemeister. Im Hochsprung wurde er 1898 Zweiter und 1899 Dritter, im Stabhochsprung holte er nach jeweils einem zweiten Platz 1899 und 1900 in den Jahren 1902 und 1906 den Titel, und im Weitsprung wurde er 1900 Meister. 1901 wurde er schwedischer Meister im Stabhochsprung, 1902 dänischer Meister im Hochsprung.
Bei den Olympischen Zwischenspielen 1906 in Athen wurde er Fünfter im Stabhochsprung.